# Wierchcicha Przełączka
Wierchcicha Przełączka (słow. Tiché sedlo) – położona na wysokości około 1900 m przełęcz w grani Liptowskich Kop w słowackich Tatrach. Znajduje się w tej grani pomiędzy Cichym Wierchem (1979 m)  a Zadnią Garajową Kopą (1948 m). Jest to szerokie i trawiaste siodło. Jego północny, niezbyt stromy, częściowo trawiasty, częściowo kamienisty stok, opada do Doliny Wierchcichej. Na południe, do Doliny Koprowej, opada z przełęczy żleb, górą trawiasty, w dole zarośnięty kosodrzewiną.
Rejon przełęczy był dawniej wypasany. Od 1949 wraz z całymi Liptowskimi Kopami stanowi niedostępny dla turystów obszar ochrony ścisłej. Przez geografów polskich jest zaliczany do Tatr Wysokich, część słowackich zalicza go do Tatr Zachodnich.